# عايدة قشود
عايدة قشود ممثلة ومغنية كورال جزائرية، توفي والدها وهي في سن 8 سنوات. كانت جزء من جوق الإذاعة والتلفزيون عام 1970 تحت إشراف حداد جيلالي وعبد القادر نور. ظهرت في رائعة مصطفى بديع «الحريق» والتي كانت تلعب دور زهرة. وكذا شاركت في فيلم ليلى والاخريات وشاركت في الدراما الصبيانية المثيرة لنور الدين الهاشمي الدويرة. تزوجت في عام 1974 مع عازف الساكسفون محمد قشود

## تسجيلات صوتية
- للفنانة عايدة قشود تسجيلات صوتية على مستوى أرشيف التراث الثقافي الجزائري [2]
- ماذا أقول
- سيد الآعياد
- زين الريف
- جريدة الآطفال
- تعيش يا صغيري
- بالإشارة
- أهلا بكم ومرحبا
- إلى لقاء يا إخواتي
- المخيم
- أرجعلي يا بابا

## التمثيل
- 2025 : مسلسل رباعة

## وصلات خارجية
- فنانة الطابع الشعبي عايدة قشود تتحدث عن مسيرتها مع الفن في برنامج «قسرة مع بعزيز»